# Estación de Lora del Río
Lora del Río es una estación ferroviaria situada en el municipio español de Lora del Río en la provincia de Sevilla, comunidad autónoma de Andalucía. Dispone de servicios de Media Distancia. Forma parte también de la Línea C-1 de la red de Cercanías Sevilla.

## Situación ferroviaria
Las instalaciones se encuentran situadas en el punto kilométrico 515,9 de la línea férrea de ancho ibérico Alcázar de San Juan-Cádiz, a 41 metros de altitud sobre el nivel del mar. El tramo es de vía doble entre Lora del Río y Sevilla, mientras que en dirección a Córdoba la vía es única.

## Historia
La estación fue abierta al tráfico el 5 de marzo de 1859 con la puesta en marcha del tramo Lora del Río-Córdoba de la línea que pretendía unir Sevilla con Córdoba. Las obras y la explotación inicial de la concesión corrieron a cargo de la Compañía del Ferrocarril de Córdoba a Sevilla que se constituyó a tal efecto. En 1875, MZA compró la compañía para unir la presente línea al trazado Madrid-Córdoba, logrando unir así Madrid con Sevilla. En 1941 la nacionalización de ferrocarril en España supuso la integración de esta última en la recién creada RENFE.
Desde enero de 2005, con la extinción de RENFE, el ente Adif es el titular de las instalaciones ferroviarias.

## La estación
La actual estación de Lora del Río no tiene nada que ver con la construida originalmente ya que fue sustituida por un edificio mucho más moderno y funcional fruto de su integración en la red de cercanías. Se compone de tres andenes, uno lateral y dos centrales a los que acceden cinco vías. Dispone además de varias vías muertas y de apartado. Los cambios de andén se realizan gracias a paso subterráneos. 

## Servicios ferroviarios

### Media Distancia
Los servicios de Media Distancia de Renfe tienen con principales destinos las ciudades de Sevilla, Córdoba, Jaén y Cádiz. En este último caso la línea 66 se solapa con la línea 65.
| Línea MD | Trenes | Origen/Destino            |  | Destino/Origen |
| -------- | ------ | ------------------------- |  | -------------- |
| 66       | MD     | Sevilla-Santa Justa Cádiz |  | Jaén Córdoba   |

### Cercanías
La estación está integrada dentro de la Línea C-1 de la red de Cercanías Sevilla siendo el terminal norte de la presente línea que cruza Sevilla de norte a sur.
| procedencia/destino | < estación | Línea | estación > | destino/procedencia |
| ------------------- | ---------- | ----- | ---------- | ------------------- |
| Terminal            | Terminal   |       | Guadajoz   | UtreraLebrija       |